# Епархия Крации
Епархия Крации (лат. Dioecesis Cratiensis) — титулярная епархия Римско-Католической церкви.

## История
Античный город Крация, идентифицируемый сегодня с археологическими раскопками «Gerede» в Турции и находившийся в римской провинции Онориада Диоцеза Понта, в первые века христианства был центром одноимённой епархии, которая входила в Кладиопольскую митрополию Константинопольского патриархата. Епархия прекратила своё существование в IX веке.
Известны имена десяти епископов Крации. Епископы Епифаний, Генетлий, Диоген, Георгий, Константин и Василий принимали участие во Вселенских соборах. Филет участвовал в Сардикийском соборе, где поддержал арианскую партию и удалился в Филиппополь, где в 344 году участвовал в альтернативном соборе. Епископ Павел участвовал защищал позицию Иоанна Златоуста в споре с императрицей Элией Эвдоксией. Авраамий участвовал в Константинопольском соборе 518 года.
С 1817 года епархия Крации является титулярной епархией Римско-Католической церкви. Первоначально титулярная епархия носила название города Флавиополитаны, в 1930 году епархия Флавиополитаны была переименована в епархию Крации.

## Епископы
- епископ Филет (упоминается в 344 году);
- епископ Павел (упоминается в 403 году);
- епископ Епифаний (упоминается в 431 году);
- епископ Генетлий (упоминается в 451 году);
- епископ Платон (упоминается в 518 году);
- епископ Аврамий (упоминается в 536 году);
- епископ Диоген (упоминается в 553 году);
- епископ Георгий (680—692);
- епископ Константин (упоминается в 787 году);
- епископ Василий (869—879);

## Титулярные епископы
- епископ Jan Jerzy Wilkxycki (28.07.1817 — 15.05.1831);
- епископ Элиас Родригес Ортис (19.03.1857 — 29.11.1857);
- епископ Eugene O’Connell (29.09.1860 — 3.03.1868) — назначен епископом Грас-Вали;
- епископ François-Jean-Marie Laouënan M.E.P. (24.07.1868 — 25.11.1886) — назначен архиепископом Пудучерри;
- епископ Джованни Батиста Бонджорни (14.03.1887 — 4.12.1901);
- епископ Луиджи Финоджа (6.12.1906 — 15.03.1915);
- епископ Бернардо Пиццорно (6.12.1915 — 7.03.1921) — назначен епископом Луни, Сарцаны и Бруньято;
- епискол Паоло Альбера (1.01.1921 — 9.05.1924) — назначен епископом Милето;
- епископ Michael Francis Glancey (5.08.1924 — 16.10.1925);
- епископ Эммануэль Косте (29.10.1925 — 5.04.1930) — назначен епископом Каркассона;
- епископ Иосиф Чжоу Цзиши C.M. (26.03.1931 — 11.04.1946) — назначен епископом Баодина;
- епископ Camilo Plácido Crous y Salichs O.F.M.Cap. (10.04.1947 — 20.01.1985).

## Источник
- Annuario Pontificio, Libreria Editrice Vaticana, Città del Vaticano, 2003, ISBN 88-209-7422-3
- Pius Bonifacius Gams, Series episcoporum Ecclesiae Catholicae, Leipzig 1931, стр. 442  (лат.)
- Michel Lequien, Oriens christianus in quatuor Patriarchatus digestus, Parigi 1740, Tomo I, coll. 575—578  (лат.)
- Raymond Janin, v. Crateia, Dictionnaire d’Histoire et de Géographie ecclésiastiques, vol. XIII, Parigi 1956, col. 1015  (фр.)